# Gilberto Ribeiro Gonçalves
Gilberto Ribeiro Gonçalves (Andradina, Brasil; 13 de setembre de 1980), més conegut com a Gil, és un futbolista brasiler que ha jugat al Gimnàstic de Tarragona, diversos clubs brasilers i amb la selecció de futbol del Brasil.